# Karen Forkelová
Karen Forkelová (* 24. září 1970 Wolfen, Sasko-Anhaltsko) je bývalá německá atletka, vicemistryně světa a dvojnásobná vicemistryně Evropy v hodu oštěpem.
První úspěch zaznamenala v roce 1987 coby reprezentantka NDR na juniorském mistrovství Evropy v Birminghamu, kde vybojovala bronz. O rok později se stala v kanadském Sudbury juniorskou mistryní světa. Na ME juniorů 1989 v tehdy jugoslávském Varaždínu poslala oštěp v páté sérii do vzdálenosti 70,12 m. Tímto výkonem si zajistila titul juniorské mistryně Evropy. Své soupeřky deklasovala o několik metrů. Stříbro získala její krajanka Britta Heydrichová, jejíž nejdelší pokus měřil 63,44 m a bronz vybojovala Francouzka Nathalie Teppeová (55,88 m). V roce 1990 uspěla poprvé také mezi dospělými. Na evropském šampionátu ve Splitu získala stříbro, když prohrála pouze s Finkou Alafranttiovou, jež zvítězila pokusem dlouhým 67,68 m. Forkelové nejdelší pokus měřil 67,56 m. Reprezentovala na letních olympijských hrách 1992 v Barceloně, kde v páté sérii hodila 66,86 m a získala bronzovou medaili. Zlato zde mj. získala Němka Silke Renková.
V následujícím roce se stala ve Stuttgartu vicemistryní světa (65,80 m). Z evropského šampionátu v Helsinkách 1994 si odvezla stříbrnou medaili, když prohrála jen s Norkou Trine Hattestadovou. V roce 1996 se umístila ve finále letních olympijských her v Atlantě na šestém místě (64,18 m). Na světové letní univerziádě 1997 v italské Catanii vybojovala bronz. O dva roky později na světovém šampionátu v Seville obsadila poslední, dvanácté místo (54,65 m).

## Osobní rekordy
- starý typ – 70,20 m – květen 1991, Halle
- nový typ – 65,17 m – 4. července 1999, Erfurt